# Даниловское сельское поселение (Орловская область)
Даниловское се́льское поселе́ние — муниципальное образование в Покровском районе Орловской области России.
Создано в 2004 году в границах одноимённого сельсовета.  Административный центр — деревня Даниловка.

## География
Расположено в центральной части Покровского района, к западу от райцентра, пгт Покровское.

## Население
| 2010 | 2012  | 2013  | 2014  | 2015  | 2016  | 2017 |
| ---- | ----- | ----- | ----- | ----- | ----- | ---- |
| 1159 | ↘1119 | ↘1081 | ↘1055 | ↘1027 | ↘1012 | ↘990 |
| 2018 | 2019  | 2020  | 2021  | 2023  |       |      |
| ↘961 | ↘947  | ↘940  | ↗964  | ↗972  |       |      |

## Населённые пункты
В состав сельского поселения (сельсовета) входят 25 населённых пунктов:
| №  | Населённый пункт  | Тип     | Население (чел.) |
| -- | ----------------- | ------- | ---------------- |
| 1  | Александровка     | деревня | 0                |
| 2  | Барковка          | деревня | 12               |
| 3  | Берлизево         | деревня | 52               |
| 4  | Вторая Васильевка | деревня | 28               |
| 5  | Вязовое           | деревня | 41               |
| 6  | Даниловка         | деревня | ↘249             |
| 7  | Ефросимовка       | деревня | 5                |
| 8  | Ивановка          | деревня | 10               |
| 9  | Казаковка         | деревня | 12               |
| 10 | Казинка           | деревня | 8                |
| 11 | Козловка          | деревня | ↘114             |
| 12 | Крутое            | деревня | 12               |
| 13 | Малая Казинка     | деревня | 54               |
| 14 | Медвежка          | деревня | 15               |
| 15 | Менчиково         | деревня | 28               |
| 16 | Мухортово         | деревня | 31               |
| 17 | Некрасово         | деревня | 9                |
| 18 | Обруцкое          | деревня | 11               |
| 19 | Одинцовка         | деревня | ↗132             |
| 20 | Осинки            | деревня | 12               |
| 21 | Отрада            | деревня | 1                |
| 22 | Тетерье           | деревня | ↘287             |
| 23 | Толмачёвка        | деревня | 28               |
| 24 | Хрущёвка          | деревня | 0                |
| 25 | Юдинка            | деревня | 6                |